# Xenoposeidon

Xenoposeidon Approximation dinoszaurusz

A Xenoposeidon a Rebbachisauridae Sauropoda dinoszauruszok egyik nemzetsége, amely Anglia területéről, a kora kréta korból származik. Ez a legkorábbi ismert rebbachisaurida. Egyetlen részleges csigolyáról ismert, szokatlan tulajdonságokkal, ellentétben más sauropodákéval.

## Leírása
A Xenoposeidon egy új, a kora kréta-korból származó dinoszaurusz volt, amely először a brit Palaeontology folyóirat 2007. novemberi számában jelent meg. Ez egy elefánt méretű, hosszú nyakkal és farokkal, valamint kis fejjel rendelkező dinoszaurusz, amely egy kicsit az Apatosaurusra, a Diplodocusra vagy a Brachiosaurusra hasonlít. A kora kréta-korból származik, körülbelül 130 millió éves és egyetlen, félig megmaradt csontjáról tudunk: mely egy 30 cm  magas háti csigolya (a gerinc része) megmaradt része.

## Története
A Xenoposeidon név „idegen szauropoda” jelentésű. Nevét azért választották, mert az egyetlen csont, amely erről az állatról ismert, annyira furcsa, mintha, egy másik bolygóról származhatott volna. Az új dinoszaurusz teljes neve Xenoposeidon proneneukus : a fajnév jelentése "előre lejtős", mivel az új dinoszaurusz alapját képező csont felső része előre dől. Pro-nen-YOO-koss-nak ejtik.
A Xenoposeidon-csontot az 1890-es évek elején, Anglia délkeleti partjai mentén fekvő Ecclesbourne Glenben, Hastings közelében Philip James Rufford zoológus tárta fel. Sajnos a feltárásról részletes feljegyzéseket nem vezettek, így nem tudjuk pontosan, hol találták meg, nem maradt több adatunk a csontvázból.
A csontot a Természettudományi Múzeum szerezte meg, és 1893-ban Richard Lydekker számolt be róla röviden (más csontokkal együtt), de jelentése elveszett.
Michael Paul Taylor 2006 januárjában a Természettudományi Múzeum szauropoda anyaggyűjteményében keresgélve véletlenül bukkant a Xenoposeidon csontra. A példányon lévő címke szerint a leírás Richard Lydekkertől származott. Taylor, Darren Naish kutatótársával együtt úgy döntött, hogy együttműködnek a lelet újraleírásban és az újraértékelésben.
Nagy előnyünk volt Lydekkerrel szemben: 113 évnyi kutatómunka a sauropod dinoszauruszokon: rengeteg összehasonlítható, köztük sok kiválló állapotban fennmaradt maradvány és sok leírás. Hamar kiderült, hogy az első gyanújuk helyes volt: ez a csont egy olyan dinoszaurusz maradványa volt amelyet, korábban nem ismert a tudomány és úgy tűnt, hogy ez egyúttal az első ismert képviselője is volt a sauropodák teljesen új családjának. Két felülvizsgálati kör után a Palaeontology végül 2007. november 15-én adta  kia Xenoposeidonról készült tanulmányt.